# Abu-Hafs ibn Abi-Bakr (II)
Abu-Hafs ibn Abi-Bakr (II) fou emir hàfsida uns mesos el 1347. Era fill d'Abu-Yahya Abu-Bakr (II) i germà i successor de Abu-l-Abbàs Àhmad (I) al que va assassinar i va succeir.
Com a revenja, l'emir marínida de Fes, Abu-l-Hàssan, cunyat de l'emir mort (i també del nou emir) va envair el país i no va trobar resistència.
Va cometre l'error d'eliminar un impost que els beduïns cobraven als sedentaris i això va provocar una revolta àrab que va causar una seriosa derrota als marroquins (1348) que va atacar seriosament el seu prestigi. La rebel·lió fou general i se sumava a la que hi havia a altres llocs del Magrib, i finalment el desembre de 1349 l'emir marínida va sortir del país en vaixell cap als seus dominis occidentals.
El fill d'Abu-Yahya Abu-Bakr (II), de nom Al-Fadl Àhmad, que era governador de Bona, fou proclamat emir (desembre del 1349).